# Стамбульське бієнале
Стамбульське бієнале — виставка сучасного мистецтва, що проводиться кожні два роки в Стамбулі, Туреччина, з 1987 року. Бієнале організовує Стамбульський фонд культури і мистецтв (IKSV) з моменту заснування. Бієнале має на меті створити в Стамбулі місце зустрічі в галузі візуальних мистецтв між художниками різних культур та аудиторією. Організовані дворічники IKSV давали можливість створити міжнародну культурну мережу між місцевими і міжнародними мистецькими колами, художниками, кураторами та мистецтвознавцями, об'єднуючи нові тренди сучасного мистецтва кожні два роки.

## Формат
Стамбульське бієнале дотримується виставкової моделі, в якій куратор, призначений міжнародною консультативною радою, розробляє концептуальні рамки, згідно з якими на виставку запрошуються різноманітні художники та проєкти. Після перших двох бієнале, здійснених під загальною координацією Берал Мадри в 1987 та 1989 роках.
13-е бієнале Стамбула в 2013 році було перерване політичними подіями. Його тема була мистецтво у громадських просторах, але змушена була відступити в приміщення після того, як багато запланованих місць, в результаті стали полем бою поліції з демонстрантами, які намагалися захистити міський парк Гезі.

## Галерея

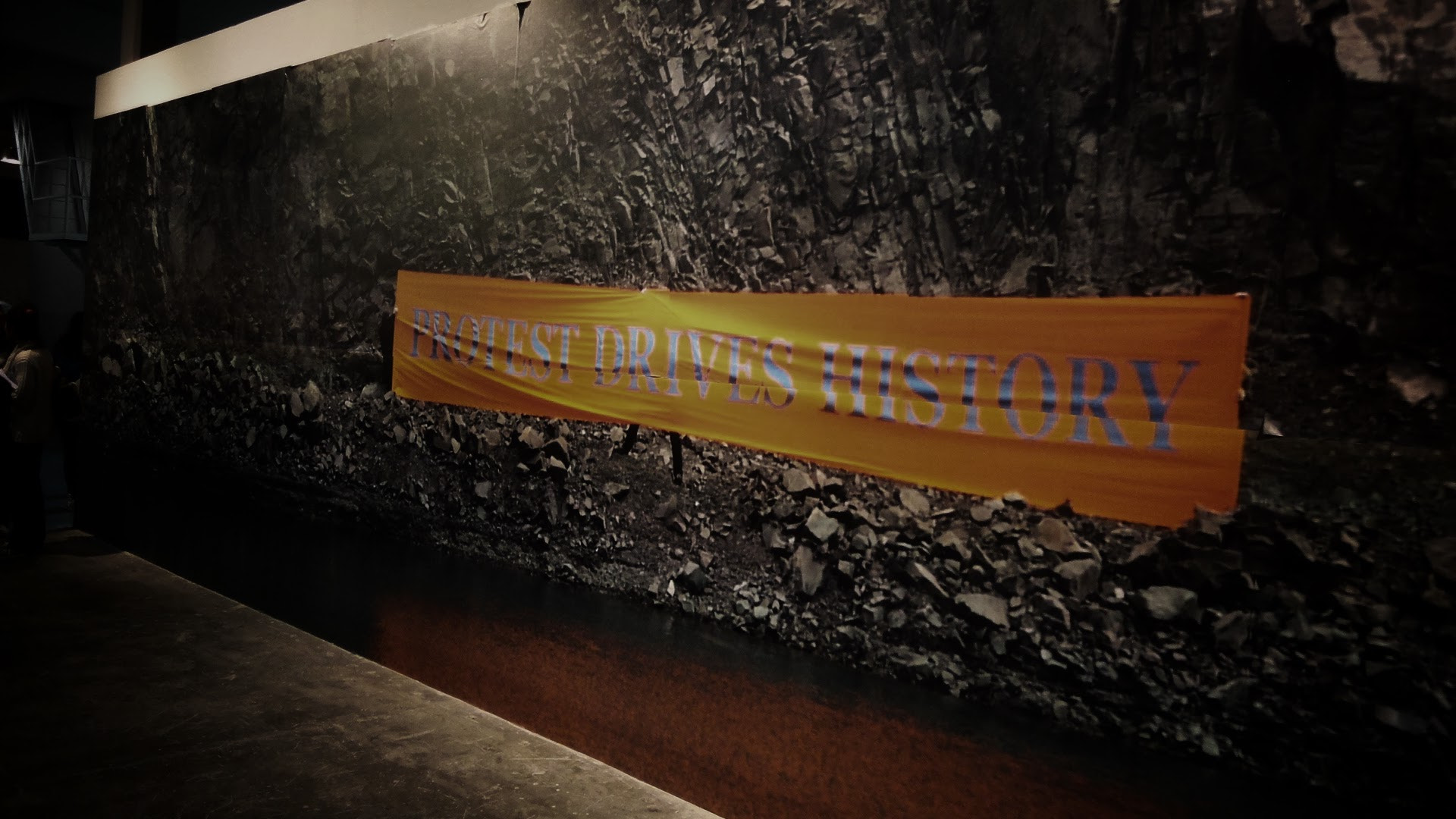
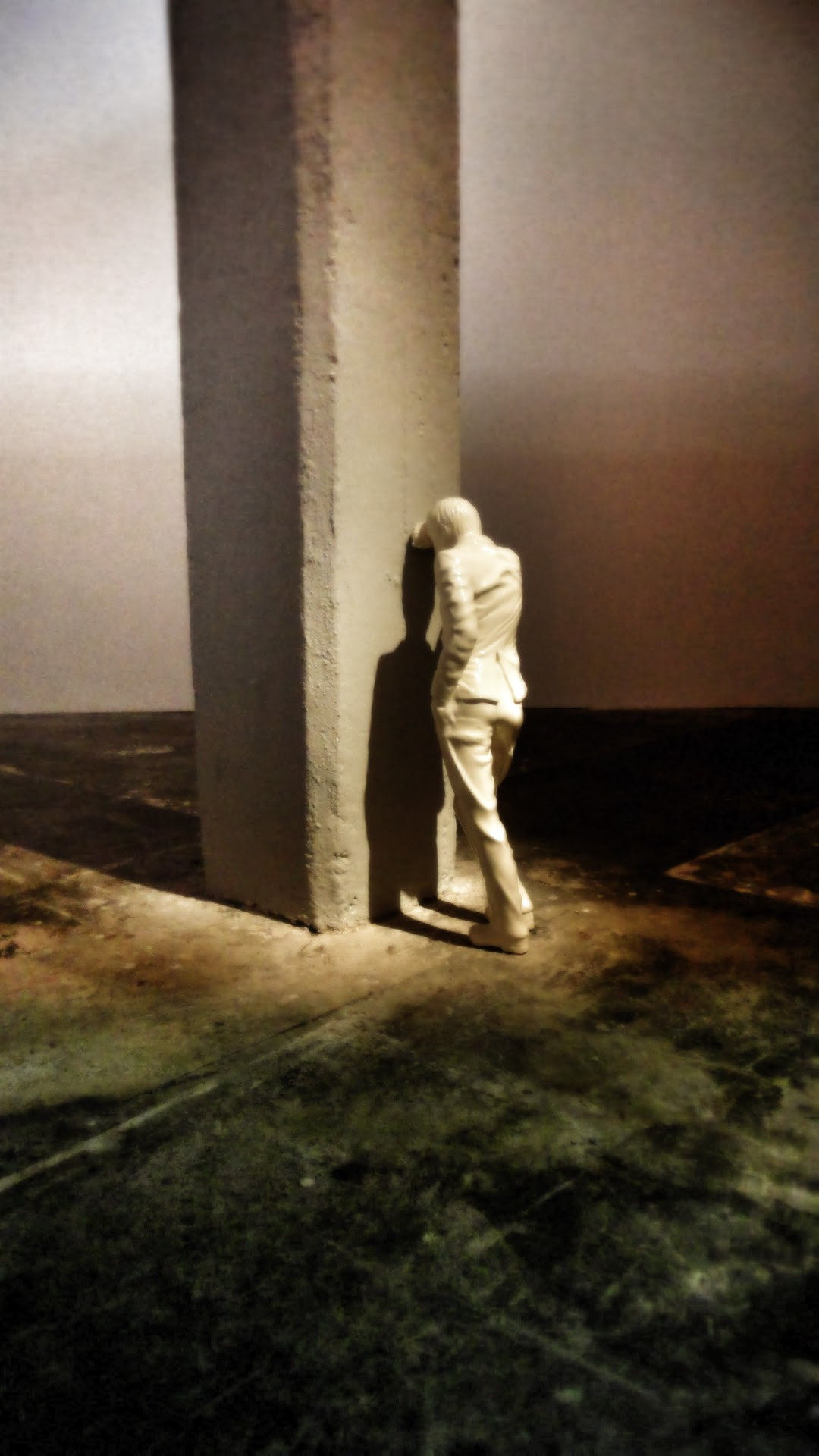
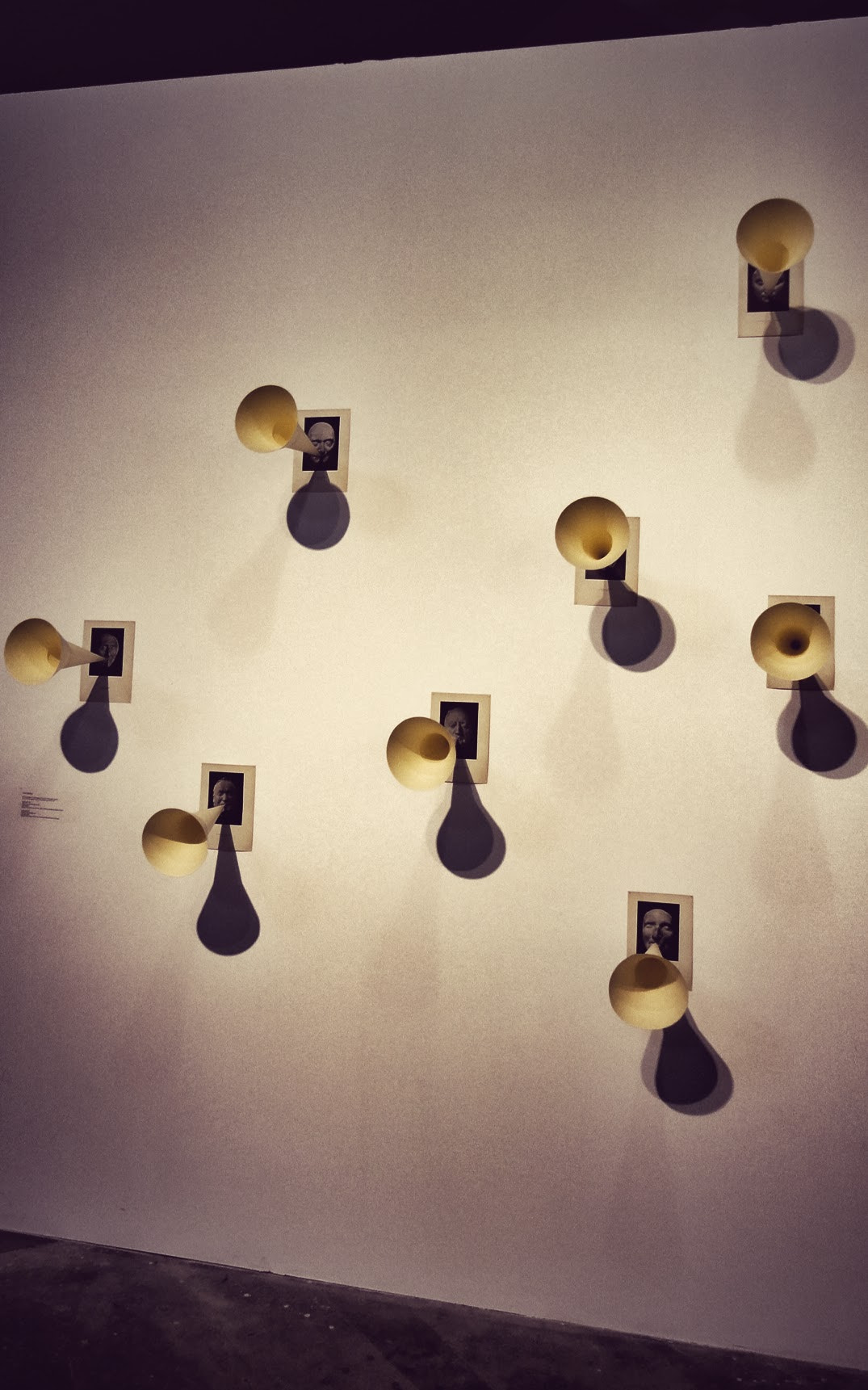